# Elecciones provinciales de Jujuy de 1962
Las elecciones generales de la provincia de Jujuy de 1962 tuvieron lugar el domingo 18 de marzo del mencionado año, al mismo tiempo que las elecciones legislativas a nivel nacional. Fueron las decimoquintas elecciones provinciales jujeñas desde la instauración del sufragio secreto, así como las segundas que tenían lugar durante la proscripción del peronismo de la vida política argentina. Sin embargo, fueron realizadas durante la última etapa del gobierno de Arturo Frondizi, de la Unión Cívica Radical Intransigente (UCRI), que había decidido eliminar parcialmente la proscripción y permitir a varios partidos de carácter peronista presentar candidaturas en todo el país. Se debía elegir, en fórmula única, al Gobernador y al Vicegobernador, así como renovar 13 de los 27 escaños de la Legislatura Provincial.
En Jujuy, los comicios se caracterizaron por una alta polarización, algo muy inusual en el resto país, ya que el retorno del justicialismo y la división de la Unión Cívica Radical entre Radicales Intransigentes y Radicales del Pueblo, de similar fortaleza electoral, había motivado competencias ajustadas de tres bandos; y por el escándalo que rodeó la intentona del gobernador Horacio Guzmán de lograr una reforma constitucional que permitiese su reelección por un segundo mandato consecutivo, algo entonces terminantemente prohibido. En última instancia, Guzmán apoyó la candidatura de su hermano, el senador Benjamín Guzmán. Por otro lado, el justicialismo jujeño se unificó en un "Frente Justicialista" entre el Partido Laborista Federal y el Partido Demócrata Cristiano (PDC), presentado a José Humberto Martiarena como candidato. Aunque tanto el conservadurismo, representado por el Partido Demócrata Popular (PDP), y la Unión Cívica Radical del Pueblo (UCRP) presentaron candidaturas, se considera que la elección fue esencialmente una competencia entre Guzmán y Martiarena.
La vuelta del peronismo a la política electoral, sumado al desprestigio tanto del gobierno nacional en general como del provincial en particular, condujeron a un amplio triunfo del Frente Justicialista con el 51.09% de los votos contra el 35.40% que obtuvo el radicalismo intransigente. El conservadurismo obtuvo el 7.96% y el radicalismo del pueblo quedó en último puesto con el 5.55%. Asimismo, la coalición justicialista obtuvo la mayoría de las bancas legislativas en disputa. La participación fue del 77.70% del electorado registrado. Sin embargo, Martiarena no llegó a asumir el cargo debido al golpe de Estado que la victoria peronista en el resto del país motivó el 29 de marzo siguiente.